# セルジー・スタホフスキー
セルジー・エドゥアルドヴィチ・スタホフスキー（Sergiy Stakhovsky, ウクライナ語: Сергій Едуардович Стаховський, 1986年1月6日 - ）は、ウクライナ・キエフ出身の元男子プロテニス選手。ATPツアーでシングルス4勝、ダブルス4勝を挙げた。ATPランキング自己最高位はシングルス31位、ダブルス33位。身長193cm、体重80kg。右利き、バックハンド・ストロークは片手打ち。日本語では「セルギー・スタホフスキー」や「セルゲイ・スタコウスキー」などの表記も見られる。
2013年ウィンブルドン選手権2回戦でロジャー・フェデラーを破った選手として知られる。

## 選手経歴

### ジュニア時代
6歳からテニスを始める。

### 2003年 プロ転向
17歳でプロに転向。2003年のプロ転向後から約5年間は、主にATPツアー下部大会であるフューチャーズ大会やチャレンジャー大会を回るも、2度の準優勝が最高成績であった。

### 2008年 ツアー初優勝
2008年2月にPBZザグレブ・インドアでは、ラッキールーザーから本戦の決勝まで進む。決勝では第1シードのイワン・リュビチッチに7-5, 6-4で勝利し、ツアー初タイトルを獲得。同年のウィンブルドン選手権では、4大大会の予選7度目の挑戦にして初めて本戦に出場を果たすも、1回戦でダビド・フェレールを相手に途中棄権。8月にはスペインのセゴビアで行われたATPチャレンジャーツアーの大会で優勝し、同月にランキングトップ100位入りを果たす。

### 2009年 ツアー2勝目

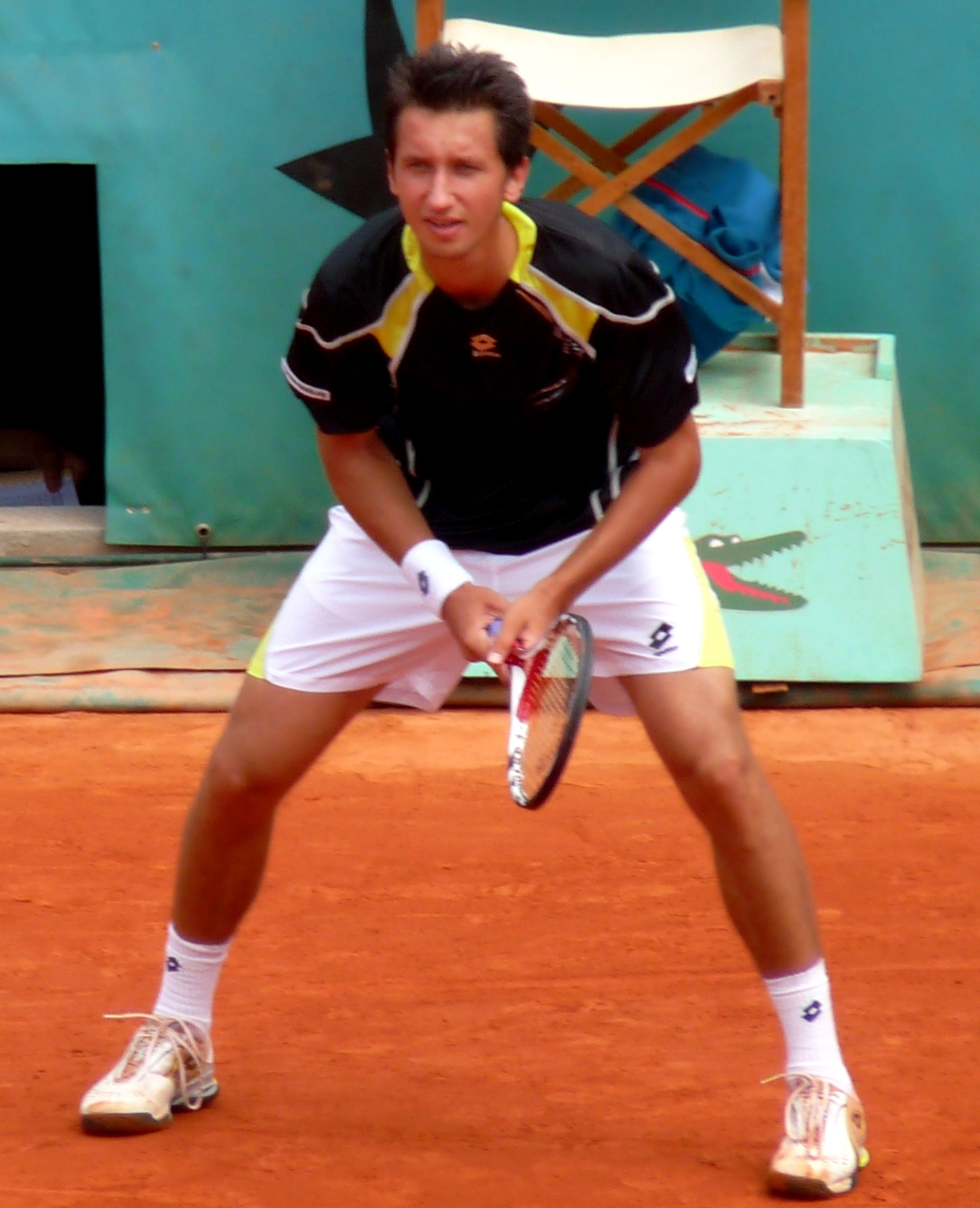
2009年全仏オープンでのセルジー・スタホフスキー

2009年全仏オープンで4大大会で自身初の2回戦に進むもノバク・ジョコビッチにストレートで敗退している。同年11月のサンクトペテルブルク・オープンでは、決勝でオラシオ・セバジョスを破りツアー2勝目を挙げた。

### 2010年 ツアー4勝目
2010年は、6月のウィンブルドン選手権の前哨戦ユニセフ・オープンと、8月にパイロット・ペン・テニスで行われた大会の2大会で優勝するなどし、シングルスランキングでは自己最高の31位を記録している。

### 2013年 フェデラー撃破
2013年全仏オープン1回戦のリシャール・ガスケ戦では、審判の判定に不服としてボールの落ちた場所をスマートフォンで撮影し罰則を受けた。ウィンブルドン選手権では、シングルス2回戦で第3シードのロジャー・フェデラーを6-7(5), 7-6(5), 7-5, 7-6(5)で破り、フェデラーのグランドスラム大会連続準々決勝進出記録を止めた。しかし続く3回戦でユルゲン・メルツァーに敗退している。

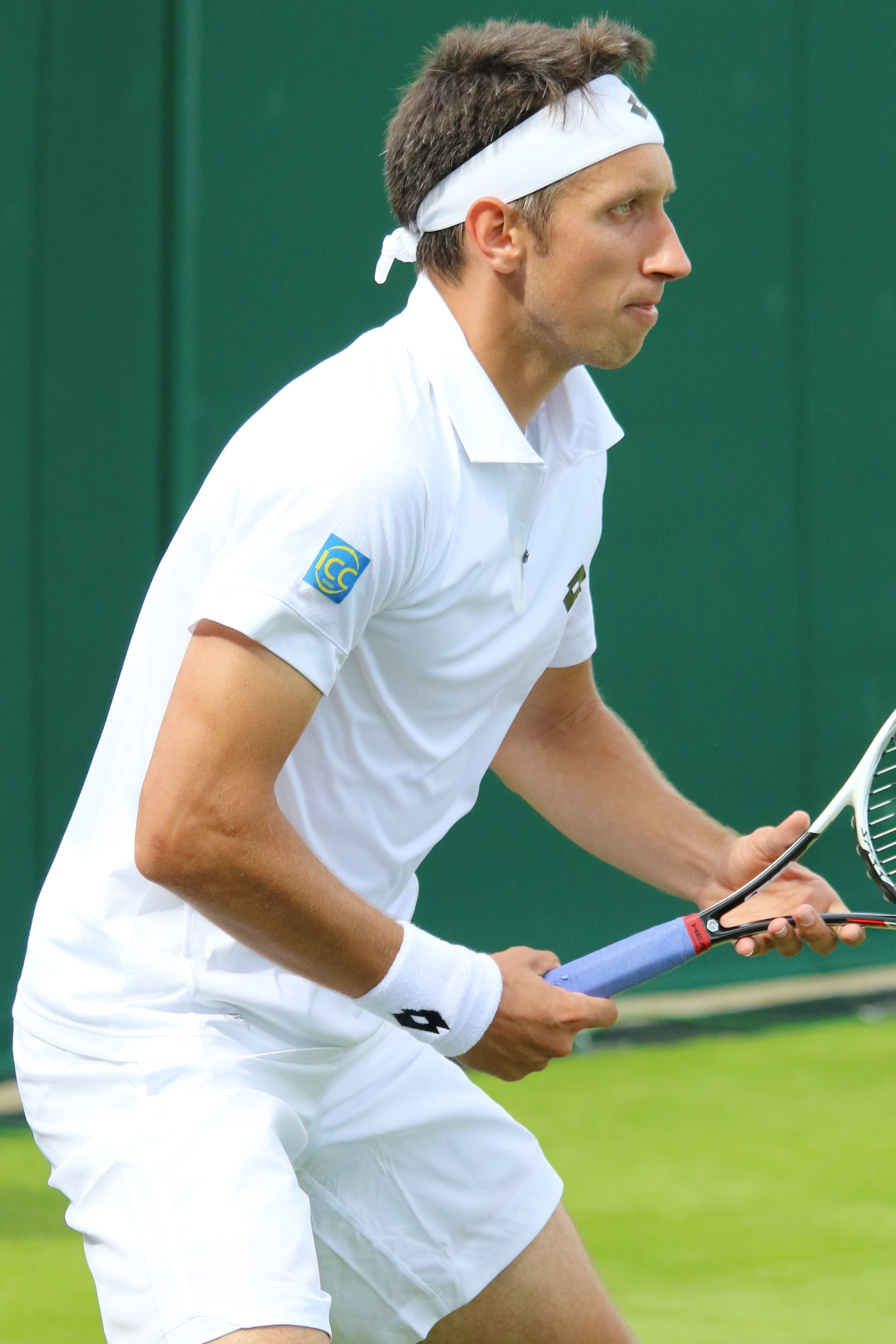
2017年ウィンブルドン選手権でのセルジー・スタホフスキー

### 2022年 引退
2022年1月、全豪オープンの予選1回戦敗退後に19年間のプロテニス選手引退を表明した。引退後は家族とドバイで休息していたが、3月のロシアのウクライナ侵攻により、妻子を残しウクライナに帰国。ウクライナ軍の予備役に登録した。現在はキーウでパトロール任務を行っているとフェイスブックで発信した。

## ATPツアー決勝進出結果

### シングルス: 4回 (4勝0敗)
| 大会カテゴリ                    |
| グランドスラム (0–0)            |
| ATPファイナルズ (0–0)           |
| ATPツアー・マスターズ1000 (0–0) |
| ATPツアー500 (0–0)              |
| ATPツアー250 (4–0)              |

| サーフェス別タイトル |
| ハード (3–0)         |
| クレー (0–0)         |
| 芝 (1–0)             |
| カーペット (0–0)     |

| 結果 | No. | 決勝日        | 大会                 | サーフェス    | 対戦相手                 | スコア              |
| ---- | --- | ------------- | -------------------- | ------------- | ------------------------ | ------------------- |
| 優勝 | 1.  | 2008年3月2日  | ザグレブ             | ハード (室内) | イワン・リュビチッチ     | 7–5, 6–4            |
| 優勝 | 2.  | 2009年11月1日 | サンクトペテルブルク | ハード (室内) | オラシオ・セバジョス     | 2–6, 7–6(8), 7–6(7) |
| 優勝 | 3.  | 2010年6月27日 | スヘルトーヘンボス   | 芝            | ヤンコ・ティプサレビッチ | 6–3, 6–0            |
| 優勝 | 4.  | 2010年8月28日 | ニューヘイブン       | ハード        | デニス・イストミン       | 3–6, 6–3, 6–4       |

### ダブルス: 3回 (3勝0敗)
| 結果 | No. | 決勝日        | 大会     | サーフェス    | パートナー               | 対戦相手                                        | スコア              |
| ---- | --- | ------------- | -------- | ------------- | ------------------------ | ----------------------------------------------- | ------------------- |
| 優勝 | 1.  | 2008年10月6日 | モスクワ | ハード (室内) | ポティート・スタラーチェ | ステファン・フース ロス・ハッチンス             | 7–6(4), 2–6, [10–6] |
| 優勝 | 2.  | 2010年6月13日 | ハレ     | 芝            | ミハイル・ユージニー     | マルティン・ダム フィリップ・ポラーシェク       | 4–6, 7–5, [10–7]    |
| 優勝 | 3.  | 2011年2月26日 | ドバイ   | ハード        | ミハイル・ユージニー     | フェリシアーノ・ロペス ジェレミー・シャルディー | 4–6, 6–3, [10–3]    |

## 成績
略語の説明
| W | F | SF | QF | #R | RR | Q# | LQ | A | Z# | PO | G | S | B | NMS | P | NH |

W=優勝, F=準優勝, SF=ベスト4, QF=ベスト8, #R=#回戦敗退, RR=ラウンドロビン敗退, Q#=予選#回戦敗退, LQ=予選敗退, A=大会不参加, Z#=デビスカップ/BJKカップ地域ゾーン, PO=デビスカップ/BJKカッププレーオフ, G=オリンピック金メダル, S=オリンピック銀メダル, B=オリンピック銅メダル, NMS=マスターズシリーズから降格, P=開催延期, NH=開催なし.

### シングルス

#### グランドスラム大会
| 大会                 | 2007 | 2008 | 2009 | 2010 | 2011 | 2012 | 2013 | 2014 | 2015 | 2016 | 2017 | 2018 | 通算成績 |
| -------------------- | ---- | ---- | ---- | ---- | ---- | ---- | ---- | ---- | ---- | ---- | ---- | ---- | -------- |
| 全豪オープン         | LQ   | LQ   | 1R   | 1R   | 3R   | 2R   | 1R   | 1R   | 2R   | 1R   | A    | LQ   | 4–8      |
| 全仏オープン         | LQ   | LQ   | 2R   | 1R   | 3R   | 2R   | 1R   | 1R   | 2R   | LQ   | 2R   | 2R   | 7–9      |
| ウィンブルドン選手権 | LQ   | 1R   | LQ   | 1R   | 2R   | 1R   | 3R   | 3R   | 1R   | 2R   | 2R   | 2R   | 8–10     |
| 全米オープン         | LQ   | LQ   | 1R   | 3R   | 1R   | 1R   | 1R   | 1R   | 3R   | 2R   | LQ   | LQ   | 5–8      |

#### 大会最高成績
| 大会                 | 成績 | 年                           |
| -------------------- | ---- | ---------------------------- |
| ATPファイナルズ      | A    | 出場なし                     |
| インディアンウェルズ | 2R   | 2009, 2010, 2012, 2014, 2015 |
| マイアミ             | 3R   | 2010                         |
| モンテカルロ         | 2R   | 2015                         |
| マドリード           | 3R   | 2011                         |
| ローマ               | 2R   | 2011                         |
| カナダ               | 2R   | 2010, 2011, 2015             |
| シンシナティ         | 1R   | 2010, 2011, 2012, 2015       |
| 上海                 | 1R   | 2010                         |
| パリ                 | 2R   | 2010, 2011                   |
| オリンピック         | 1R   | 2012                         |
| デビスカップ         | WG1  | 2021                         |
| ATPカップ            | A    | 出場なし                     |